# Suchý (Malá Fatra)
Suchý (1468 m n. m.) je hora v Malé Fatře na Slovensku. Jedná se od jihozápadu o první vrchol hlavního hřebene kriváňské části pohoří, který vystupuje nad hranici lesa. Na severovýchodě pokračuje hřeben přes dvě bezejmenná sedla k vrcholu Biele skaly (1448 m). Na druhé straně se dělí na dvě rozsochy: jižní, která směřuje na jih přes Sedlo pod Suchým (1303 m) k vrcholu Kľačianska Magura (1367 m), kde se láme k jihozápadu, a končí vrcholem Panošiná (1022 m), a na severozápadní, která pokračuje přes sedlo Príslop pod Suchým (1191 m), polanu Javorina, vrchol Kopa (1140 m), sedlo Brestov (970 m) a končí vrcholem Jedľovina (1035 m). Jihovýchodní svahy hory spadají do horní části Sučianske doliny, jihozápadní do Pekelné doliny a doliny Hoskora a severní do Haviarské doliny (větev doliny Kúr). Severozápadní svahy hory jsou chráněny v rámci národní přírodní rezervace Suchý (429 ha). Z vrcholu je dobrý výhled na okolní hory.
Na severozápadním svahu vrchu Suchý v nadmořské výšce 1075 m n. m. se nachází Chata pod Suchým, která je stanicí horské služby.

## Přístup
- po červené  turistické značce ze sedla Príslop pod Suchým nebo ze sedla Vráta
- po zelené  značce ze Sedla pod Suchým

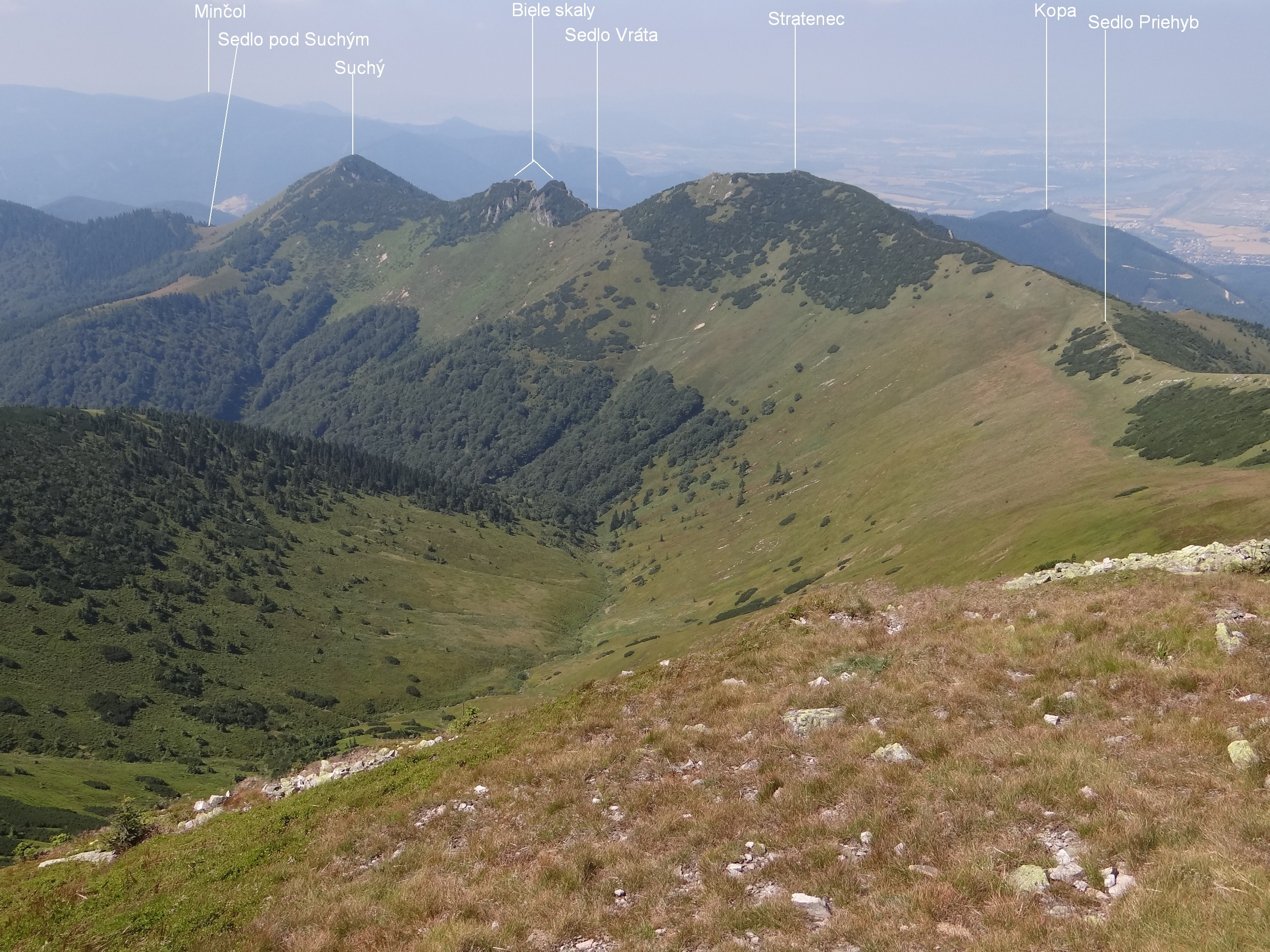
Suchý z Malého Kriváně